# Société royale pour l'amélioration des prisons
La Société royale pour l'amélioration des prisons est une société savante française fondée par Élie Decazes sous le règne de Louis XVIII, au début du XIXe siècle. La Société a pour objectif d'enquêter sur les prisons en France après la Révolution française, époque à laquelle la prison devient une peine, ce qu'elle n'était pas sous l'Ancien-Régime. 
La Société est à l'origine de l'unification de la réglementation pénitentiaire et du mouvement philanthropique sur la condition carcérale. 

## Composition
La Société royale pour l'amélioration des prisons est fondée par Élie Decazes le 9 avril 1819, après l'échec d'une ordonnance du 9 septembre 1814, restée inexécutée, par laquelle Louis XVIII créait une « prison d'essai ». 
La société, présidée par le Duc d'Angoulème, neveu du Roi, est composée de notables (ministres, magistrats...) ayant exercé de hautes fonctions publiques et de représentants des sociétés charitables et philanthropiques. Elle comporte un conseil des prisons de 24 membres, choisis en son sein par le ministre  de l'Intérieur et chargés de lui faire toutes propositions utiles à l'amélioration du régime carcéral, basées sur les visites effectuées dans les prisons par les membres du conseil et les constatations, transmises au conseil, de « commissions départementales des prisons » créées à cet effet.

## Activité
Le financement de la société est assuré par une dotation royale de 50 000 F et par les cotisations de ses membres. Avec 120 000 F de recettes, la société royale est la mieux dotée de son temps. Huit rapports-bilans sont présentés du 25 mai 1819 au 8 juin 1819 dont un récapitulatif des dispositions pénitentiaires alors en vigueur et un état statistique des personnes incarcérées dans 14 prisons centrales et quelque 400 prisons départementales. Ils préconisent des réformes novatrices, portent un intérêt particulier aux jeunes détenus, à la formation scolaire, à l'utilité du travail pénitentiaire. La prison doit devenir, selon Catherine Duprat, "le lieu privilégié de l’amendement du pauvre".
Après la chute d'Élie Decazes, de février 1820 à la fin du règne de Charles X, la Société ne tient plus qu’une seule assemblée générale et disparait à l'avènement de la Monarchie de Juillet.

## Publications
Un recueil de textes relatifs à la Société royale pour l'amélioration des prisons, publié en 1819, contient un ensemble de documents relatifs à sa constitution et à son fonctionnement :
- Rapport au Roi par le comte Decazes (9 avril 1819)[7]
- Ordonnance du Roi portant création de la Société royale pour l'amélioration des prisons (9 avril 1819)[8]
- Circulaire de son Excellence le ministre de l'Intérieur à MM. les préfets pour un rapport général sur les prisons des départements (4 mai 1819)[9]
- Statuts de la Société royale pour l'amélioration des prisons (16 mai 1819)[10]
- Liste des fondateurs de la Société royale pour l'amélioration des prisons[11]
- Arrêté de son Excellence le ministre de l'Intérieur (7 août 1819)[12]

- Règlement du Conseil spécial des prisons du royaume (7 août 1819)[13]
- Procès-verbal d'installation de la Société royale pour l'amélioration des prisons (14 juin 1819)[14]
- Rapport fait au Conseil général des prisons, dans sa séance du 25 mai (M. le duc de la Rochefoucauld, rapporteur)[15]
- Rapport fait au Conseil général des prisons, dans ses séances des 25 mai et 8 juin 1819 (M. Pariset, rapporteur)[16]
- Rapport fait au Conseil général des prisons, dans sa séance du 2 juin 1819 (M. le comte Bigot de Préameneu, rapporteur)[17]
- Rapport fait au Conseil général des prisons, dans sa séance du 8 juin 1819 (M. le comte de Laborde, rapporteur)[18]
- Rapport fait au Conseil général des prisons, dans sa séance du 8 juin 1819 (M. Try, rapporteur)[19]
- Rapport fait au Conseil général des prisons, dans sa séance du 8 juin 1819 (M. Jacquinot de Pampelune, rapporteur)[20]
- Visite des prisons des départements de l'Eure et de la Seine-inférieure, en octobre 1819 (M. le marquis de Barbé-Marbois)[21]
- Rapport fait au Conseil général des prisons (M. le comte Bigot de Préameneu, rapporteur)[22] avec son index[23].
- Arrêté de son Excellence le ministre de l'Intérieur (25 décembre 1819)[24]
- Extraits des lois et règlements concernant l'administration et la police des prisons[25]
- Continuation de la visite des prisons du département de la Seine-inférieure, en septembre 1822, (M. le marquis de Barbé-Marbois)[26]
- Rapport sur l'état actuel des prisons dans les départements du Calvados, de l'Eure, de la Manche et de la Seine-inférieure, et sur la maison de correction de Gaillon (octobre 1823) (M. le marquis de Barbé-Marbois)[27]
- État de la population des prisons (au 1er janvier 1822 et 1er janvier 1823)[28]
- Procès-verbal de l'assemblée générale tenue le 29 janvier 1830 (annexe : cinq tableaux de l'état des prisons)[29]